# Hélène Cartan
Pour les articles homonymes, voir Cartan.
Hélène Cartan est une mathématicienne française née le 12 octobre 1917 au Chesnay et morte le 7 juin 1952,.

## Biographie
Elle est la fille du mathématicien Élie Cartan et de Marie-Louise Bianconi, ainsi que la sœur du mathématicien Henri Cartan, du physicien Louis Cartan et du compositeur Jean Cartan. 
Dans sa jeunesse, elle est musicienne et très bonne pianiste. Elle intègre en 1937 l’École normale supérieure de la rue d'Ulm (en principe réservée aux garçons) et est reçue première à l’agrégation féminine de mathématiques en 1940. Elle est notamment amie avec Jacqueline Ferrand. 
Elle est nommée dans l’enseignement secondaire, enseigne au lycée de Besançon et commence en même temps des travaux de recherche. Elle enseigne par la suite au lycée Fénelon à Paris. En 1942, elle présente un compte-rendu à l’Académie des sciences, sur un sujet de topologie, la caractérisation du cercle parmi les espaces topologiques. 
Malheureusement, elle contracte la tuberculose miliaire, qui lui interdit d'enseigner et limite sévèrement sa vie de famille. Elle fait des séjours en sanatorium, à Pierrefontaine près de Besançon, puis à Saint-Hilaire du Touvet, près de Grenoble.
Sa situation de santé ne s'améliorant pas malgré le temps, elle se suicide[réf. souhaitée] en 1952. Elle fait partie des scientifiques qui ont ouvert la voie aux femmes dans l’enseignement supérieur.